# Liste von Persönlichkeiten der Technischen Universität Clausthal
Dies ist eine Liste von Persönlichkeiten der Technische Universität Clausthal sowie ihrer Vorgängerinstitutionen.
Die Vorgängerinstitutionen umfassen die 1775 eingerichteten Kurse für Berg- und Hüttenleute innerhalb des seit dem 16. Jahrhundert bestehenden „Clausthaler Lyzeum“; dies gilt als Gründung der Technischen Universität Clausthal (TUC). Mit Wirkung zu 1811 wurde die „Bergschule Clausthal“ eingerichtet. Zwischen 1821 und 1844 firmierte sie als „Berg- und Forstschule“, bis die Forstschule abgespalten wurde.
Seit 1864 als „Vereinigte Bergakademie und Bergschule“ ist sie Technischen Hochschulen gleichgestellt, Bergakademie und Bergschule trennten sich 1906. Die Berg- und Hüttenschule Clausthal bestand bis 1998 weiter, die private Fachschule für Wirtschaft und Technik (FWT) sieht sich als ihre Nachfolgerin; sie sind nicht Teil dieser Liste.

Seit 1906 als „Bergakademie Clausthal“ wurde 1908 eine Habilitationsordnung erlassen, die 1910 zur ersten Habilitation führte. Die Bergakademie erhielt 1919 Promotionsrecht, was mit der Ablösung der Direktoratsverfassung durch eine Rektoratsverfassung einherging.
Ab 1963 wurde „Bergakademie Clausthal“ mit dem erläuternden Vermerk „Technische Hochschule“ geführt. Es folgten die Umbenennungen 1966 in „Technische Hochschule Clausthal“ und schließlich 1968 in das aktuelle „Technische Universität Clausthal“. 2002 änderte sich die Amtsbezeichnung von Rektor zu Präsident.
Die Liste umfasst Studenten, Absolventen, wissenschaftliche und nicht-wissenschaftliche Mitarbeiter sowie Personen, denen Ehrenwürden (Ehrenbürger, Ehrensenator und Ehrendoktor) verliehen wurden.

## Rektoren und Präsidenten
Leiter des montanistischen Kurssystems 1775 bis 1811
- 1775–1806: Christian Heinrich Rettberg (1736–1806)
- 1807–1811: August Ernst Dieckmann

Leiter der Bergschule I. Classe
- 1811–1853: Johann Christian Zimmermann (1786–1853)
- 1853–1864: Friedrich Adolph Roemer (1809–1869)

Direktoren der Bergakademie
- 1864–1867: Friedrich Adolph Roemer
- 1867–1887: Albrecht von Groddeck (1837–1887)
- 1887–1909: Gustav Köhler (1839–1923)
- 1909–1916: Julius Fischer (1856–1916)
- 1916–1919: Bernhard Osann (1862–1940), geschäftsführend

Rektoren
- 1919–1921: Willi Bruhns (1864–1929)
- 1921–1923: Siegfried Valentiner (1876–1971)
- 1923–1924: Georg Spackeler (1883–1960)
- 1924–1925: Lothar Birckenbach (1876–1962)
- 1925–1927: Siegfried Valentiner
- 1927–1929: Alfred Grumbrecht (1888–1949)
- 1929–1931: Hermann König (1892–1978)
- 1931–1933: Max Paschke (1884–1961)
- 1933–1935: Siegfried Valentiner
- 1935–1936: Walter Nehm (1884–1958)
- 1936–1937: Siegfried Valentiner, kommissarisch
- 1937–1943: Hans Grothe (1894–?)
- 1943–1946: Max Paschke
- 1946–1948: Gerhard Krüger (1904–1990)
- 1948–1950: Günter Wassermann (1902–1986)
- 1950–1952: Friedrich Johannsen (1897–1983)
- 1952–1953: Eberhard Mettler (1910–1991)
- 1953–1954: Gerhard Krüger
- 1954–1956: Otto Rellensmann (1895–1970)
- 1956–1958: Herbert Mayer (1900–1992)
- 1958–1959: Willy Oelsen (1905–1970)
- 1959–1960: Ludolf Engel (1896–1972)
- 1960–1962: Andreas Pilger (1910–1997)
- 1962–1964: Herbert Wöhlbier (1902–1997)
- 1964–1965: Kurt Cruse (1909–1965)
- 1965–1966: Wilhelm Friedrich Riester (1902–?)
- 1966–1968: Horst Luther (1913–1970)
- 1968–1970: Raimund Willecke (1905–2000)
- 1970: Horst Luther
- 1970–1972: Gerhard Trömel (1907–1973)
- 1972–1974: Paul Funke (1930–2008)
- 1974–1976: Karl-Dietrich Gundermann (1922–1995)
- 1976–1978: Ludwig Wilke (* 1931)
- 1978–1980: Karl-Dietrich Gundermann
- 1980–1982: Rudolf Jeschar (1930–2014)
- 1982–1984: Stefan Schottlaender (1928–1991)
- 1984–1986: Kurt Leschonski (1930–2002)
- 1986–1988: Georg Müller (* 1930)
- 1988–1990: Hans Walter Hennicke (1927–1993)
- 1990–1992: Georg Müller
- 1992–1993: Walter Knissel (1934–2018)
- 1993–1994: Claus Marx (* 1931)
- 1994–1996: Jürgen Fuhrmann (1937–2005)
- 1996–2000: Peter Dietz (1939–2010)
- 2000–2002: Ernst Schaumann (* 1943)

Präsidenten
- 2002–2004: Ernst Schaumann
- 2004–2008: Edmund Brandt (* 1947)
- 2008–2018: Thomas Hanschke (* 1949)
- 2019–2022: Joachim Schachtner (* 1963)
- 2022–2023: Heike Schenk-Mathes (* 1961), m.d.W.d.G.b.
- seit 2023: Sylvia Schattauer (* 1979)

## A
| Name                              | Tätigkeit                                                                                   | Verbindung zur TU Clausthal                                                                                      |
| --------------------------------- | ------------------------------------------------------------------------------------------- | --- |
| Heinrich Ahlburg (1816–1874)      | Architekt und Hochschullehrer                                                               | Besuch der Bergschule                                                                                            |
| Friedrich Ahlfeld (1892–1982)     | deutsch-bolivianischer Bergbau-Ingenieur und Geologe, „Vater der bolivianischen Geologie“   | 1910–1919 Bergbau-Studium, 1921 Promotion                                                                        |
| Walter Alberts (1883–1948)        | Eisenhüttenmann und Stahl-Manager                                                           | Assistent, 1930 Promotion                                                                                        |
| Helmuth Albrecht (1885–1953)      | Politiker (DVP), 1920–1932 Reichstagsabgeordneter                                           | 1905–1909 Studium des Bergfachs                                                                                  |
| Dieter Ameling (1941–2020)        | Manager                                                                                     | 1961–1967 Studium der Metallurgie und Werkstoffwissenschaften, 1971 Promotion, 1997 zum Honorarprofessor ernannt |
| Mohammed Amro (* 1960)            | Ingenieur und Hochschullehrer                                                               | Bergbau- und Rohstoff-Studium, 1994 Promotion                                                                    |
| Erwin Anderheggen (1909–1984)     | Bergbauingenieur und Vorsitzender der Saarbergwerke                                         | 1958 Ehrendoktor                                                                                                 |
| Karl Erich Andrée (1880–1959)     | Geologe, Paläontologe und Hochschullehrer                                                   | 1906–1908 Assistent am Geologischen Institut                                                                     |
| Rainer Ansorge (* 1931)           | Mathematiker und Hochschullehrer                                                            | ab 1957 Assistent, 1959 Promotion, 1963 Habilitation, ab 1963 Privatdozent, 1968–1969 Professor                  |
| Wilhelm Ashoff (1857–1929)        | Generaldirektor Basse & Selve                                                               | 1923 Ehrendoktor                                                                                                 |
| Rainer Altherr (* 1947)           | Mineraloge, Petrologe, Geochemiker und Hochschullehrer                                      | 1975–1976 Assistent am Mineralogisch-Petrographischen Institut                                                   |
| Ottmar Aockerblom (1890–1981)     | Bergbau- und Energiemanager                                                                 | ab 1911 Studium                                                                                                  |
| Otto von Auwers (1895–1949)       | Physiker und Hochschullehrer                                                                | 1946–1949 Professor für Physik                                                                                   |
| Diamantino Pedro Azevedo (* 1963) | angolanischer Bergbauingenieur und seit 2017 Minister für mineralische Ressourcen und Erdöl | ein Jahr Promotionsstudium                                                                                       |

## B
| Name                                | Tätigkeit                                                              | Verbindung zur TU Clausthal |
| ----------------------------------- | ---------------------------------------------------------------------- | --- |
| Friedrich-Wilhelm Bach (1944–2014)  | Professor für Werkstoffwissenschaften der Uni Hannover                 | 2009 Ehrendoktor |
| Friedrich Balck (* 1947)            | Physiker                                                               | 1968–1972 Studium der Physik, 1978 Promotion, 2000 Habilitation, 2005–2013 apl. Professor für Physik                                  |
| Stefan Baldi (* 1965)               | Wirtschaftswissenschaftler und Hochschullehrer                         | ab 1984 Informatik-Studium |
| Heribert Barking (1912–1992)        | Bergbauingenieur und Unternehmer                                       | Bergbau-Studium, 1962 Ehrendoktor |
| Hans Barry (1879–1966)              | Oberbergrat                                                            | Studium |
| Peter Bartha (1937–2015)            | Mineraloge                                                             | Steine-und-Erden-Studium, 1968 Promotion                                                                                              |
| Richard Bärtling (1878–1936)        | Geologe                                                                | Geologie-Studium |
| Ernst G. Bauer (* 1928)             | Physiker und Hochschullehrer                                           | 1969–1991 Professor für Physik |
| Bruno Baumgärtel (1874–1928)        | Mineraloge, Bergingenieur und Pionier der Untertage-Fotografie         | Bergbau-Studium, ab 1902 Assistent, 1910 erste Habilitation der Bergakademie, ab 1918 apl. Professor für Mineralogie und Petrographie |
| Hans-Peter Beck (* 1947)            | Elektrotechnik-Ingenieur und Hochschullehrer                           | 1989–2019 Professor für Elektrotechnik und Elektrische Energietechnik, 1999–2009 Vizepräsident für Forschung und Hochschulentwicklung |
| Wilhelm Beeckmann (1872–1960)       | Bergbauingenieur und Redakteur                                         | Studium |
| Curt Beil (1879–1945)               | Bergbauingenieur und Unternehmer                                       | 1901–1905 Bergbau-Studium |
| Kurt Beißner (1915–1989)            | Berghauptmann                                                          | Bergbau-Studium |
| Ernst Wilhelm Benecke (1838–1917)   | Geologe, Paläontologe und Hochschullehrer                              | 1859 Geologie- und Bergbau-Studium |
| Alfredo Bensaúde (1856–1941)        | portugiesischer Mineraloge und Hochschullehrer                         | bis 1878 Studium |
| Alfred Bergeat (1866–1924)          | Mineraloge und Hochschullehrer                                         | 1899–1909 Professor für Mineralogie, Geologie und Lagerstättenkunde                                                                   |
| Gerhard Bergmann (1932–2016)        | Chemiker und Hochschullehrer                                           | 1962 Habilitation, 1962–1965 Dozent                                                                                                   |
| Robert Biewend (1844–1913)          | Eisenhüttenmann und Hochschullehrer                                    | Bergbau- und Hüttenkunde-Studium, ab 1876 Dozent der Hüttenkunde und Probierkunst, 1885–1903 Professor für Eisenhüttenkunde           |
| Georg Bilkenroth (1898–1982)        | Bergingenieur                                                          | 1919–1923 Bergbau-Studium |
| Wilhelm Biltz (1877–1943)           | Chemiker und Hochschullehrer                                           | 1905–1921 Professor für Chemie |
| Lothar Birckenbach (1876–1962)      | Chemiker und Hochschullehrer                                           | ab 1922 Professor für Chemie, 1924–1925 Rektor, Ehrenbürger                                                                           |
| Walter Bischoff (1928–2016)         | Bergingenieur und Hochschullehrer                                      | bis 1955 Bergbau-Studium |
| Roger Blachnik (* 1936)             | Chemiker und Hochschullehrer                                           | 1967 Promotion, 1972 Habilitation, bis 1974 Privatdozent                                                                              |
| Wolfgang Bleck (* 1951)             | Werkstoffwissenschaftler und Hochschullehrer                           | 1970–1975 Metallkunde-Studium, 1979 Promotion                                                                                         |
| Wolfgang Blendinger (* 1955)        | Geologe und Hochschullehrer                                            | 2000–2019 Professor für Erdölgeologie                                                                                                 |
| Wilhelm Bodenbender (1857–1941)     | Mineraloge, Petrograph, Stratigraph und Hochschullehrer in Argentinien | Geologie-Studium |
| Daniel Böhm (* 1986)                | Biathlet und Biathlon-Funktionär                                       | 2010–2016 Wirtschaftsingenieurwesen-Studium                                                                                           |
| Hermann Bollnow (1906–1962)         | Historiker und Hochschullehrer                                         | vor 1952 Lehrbeauftragter für Soziologie                                                                                              |
| Eduard Borchers (1815–1902)         | Markscheider, Bergrat und Hochschullehrer                              | 1832–1835 Markscheider-Lehre, 1838–1879 Lehrauftrag für Markscheidewesen                                                              |
| Wilhelm Borchers (1856–1925)        | Metallhüttenkundler                                                    | 1891–1892 Hüttenkunde-Studium |
| Günter Borchert (* 1946)            | Rechtswissenschaftler und Hochschullehrer                              | Mathematik-Studium |
| Wilhelm Bornhardt (1864–1946)       | Leiter des Oberbergamts Clausthal                                      | Ehrenbürger |
| Reinhard Bortfeld (1927–2019)       | Geophysiker und Hochschullehrer                                        | 1980–1992 Professor für Angewandte Geophysik                                                                                          |
| Ernst Brandi (1875–1937)            | Manager und Verbandspolitiker                                          | 1927 Ehrendoktor |
| Edmund Brandt (* 1947)              | Rechts- und Verwaltungswissenschaftler und Hochschullehrer             | 2004–2008 Präsident, erster externer Präsident                                                                                        |
| Helmut Braß (1936–2011)             | Mathematiker und Hochschullehrer                                       | 1970–1974 Professor für Mathematik |
| Wolfgang Brauch (1925–2005)         | Mathematiker, Geophysiker und Hochschullehrer                          | 1947–1952 Studium, 1953–1958 Assistent und Dozent                                                                                     |
| Carsten Brauckmann (* 1947)         | Paläontologe und Hochschullehrer                                       | Professor für Paläontologie |
| Michael H. Breitner (* 1963)        | Wirtschaftsinformatiker und Hochschullehrer                            | ab 1995 Mitarbeiter, 1995 Promotion, 2001 Habilitation, bis 2002 Privatdozent                                                         |
| Karl Brotzmann (1927–2020)          | Entwickler des OBM-Verfahrens                                          | Bergbau- und Hüttenwesen-Studium, 1959 Promotion, 1974 Ehrendoktor, 1977–1983 Lehrbeauftragter, 1983 Honorarprofessor                 |
| Willi Bruhns (1864–1929)            | Mineraloge und Hochschullehrer                                         | 1909–1929 Professor für Mineralogie, Geologie und Lagerstättenkunde, 1919–1921 erster Rektor                                          |
| Kurt Brüning (1897–1961)            | Geologe und Hochschullehrer                                            | 1921/22 Assistentenstelle Geologie |
| Hans-Joachim Bunge (1929–2004)      | Mineraloge, Kristallograph und Hochschullehrer                         | 1975–1976 DFG-Stipendiat, 1976–1997 Professor für Metallkunde und Metallphysik                                                        |
| Ernst Siegfried Buresch (1900–1969) | Offizier, Verwaltungsjurist und Richter                                | 1920–1924 Studium |

## C
| Name                             | Tätigkeit                                   | Verbindung zur TU Clausthal |
| -------------------------------- | ------------------------------------------- | --- |
| Otto Carlowitz (* 1949)          | Umweltwissenschaftler und Hochschullehrer   | 1970–1976 Maschinenbau- und Verfahrenstechnik-Studium, 1978 Promotion, bis 1980 Oberingenieur, 2000–2012 CUTEC-Geschäftsführer, 2000–2017 Professor für Umweltwissenschaften |
| Günter Cerbe (* 1930)            | Ingenieur und Hochschullehrer               | Promotion |
| Michael Claußen (1959–2006)      | Chemieingenieur und Hochschullehrer         | 1979–1986 Chemie-Studium, 1989 Promotion, 2003–2006 Professor für Umweltverfahrenstechnik für mobile Systeme                                                                 |
| Wilhelm Cleff (1861–1931)        | Berghauptmann                               | Studium |
| Carl Wilhelm Correns (1893–1980) | Mineraloge, Geochemiker und Hochschullehrer | 1968 Ehrendoktor |
| Hermann Credner (1841–1913)      | Geowissenschaftler und Hochschullehrer      | Bergbau-Studium |
| Rudolf Credner (1850–1909)       | Geograph, Geologe und Hochschullehrer       | frühe 1870er Besuch der Bergschule |
| Kurt Cruse (1909–1965)           | physikalischer Chemiker und Hochschullehrer | ab 1955 apl. Professor für Physikalische Chemie, ab 1959 Professor, 1964–1965 Rektor                                                                                         |

## D
| Name                                      | Tätigkeit                                                                     | Verbindung zur TU Clausthal                                                                            |
| ----------------------------------------- | ----------------------------------------------------------------------------- | --- |
| Fritz Dahlgrün (1894–1954)                | Geologe und Hochschullehrer                                                   | Professor für Geologie und Paläontologie                                                               |
| Paul Dahlke (1904–1984)                   | Schauspieler                                                                  | ab 1922 Studium                                                                                        |
| Karsten Danzmann (* 1955)                 | Physiker und Hochschullehrer                                                  | 1973–1977 Physik-Studium                                                                               |
| Adolf Dasbach (1887–1961)                 | Bergbau-Manager                                                               | bis 1911 Bergbau-Studium                                                                               |
| August Denckmann (1860–1925)              | Professor der Bergakademie Berlin und TU Berlin                               | 1924 Ehrendoktor                                                                                       |
| Volker Dennert (* 1941)                   | Bergbauingenieur und Bergbeamter                                              | bis 1968 Bergbau-Studium                                                                               |
| Paul Dierichs (1901–1996)                 | Zeitungsverleger und Kunstmäzen                                               | Hüttenwesen-Studium                                                                                    |
| Peter Dietz (1939–2010)                   | Ingenieur                                                                     | 1980–2007 Professor für Maschinenbau, 1996–2000 Rektor                                                 |
| Heinz-Dietrich Doebner (1931–2022)        | Physiker                                                                      | 1969–1999 Professor für Theoretische Physik                                                            |
| Heinz-Wolfgang Domröse (* 1946)           | Physiker, Politiker (SPD), 1990–2003 Mitglied des Niedersächsischen Landtages | Physik-Studium, 1972–1989 Assistent am Institut für Eisenhüttenkunde und Gießereiwesen, 1980 Promotion |
| Georg Ludwig Dörell (1793–1854)           | Bergmeister und Erfinder der Fahrkunst                                        | ab 1812 Besuch der Bergschule                                                                          |
| Ulrich Draugelates (1934–2008)            | Maschinenbauer und Hochschullehrer                                            | 1979–2002 Professor für Schweißtechnik und Trennende Fertigungsverfahren                               |
| Friedrich Karl Drescher-Kaden (1894–1988) | Mineraloge, Petrologe und Hochschullehrer                                     | 1929–1934 Professor Mineralogie, Petrographie und Lagerstättenkunde                                    |
| Hans Dütting (1903–1966)                  | Bergwerksdirektor                                                             | Bergbau-Studium                                                                                        |

## E
| Name                           | Tätigkeit                                          | Verbindung zur TU Clausthal               |
| ------------------------------ | -------------------------------------------------- | ----------------------------------------- |
| Walter Eichholz (1894–1953)    | Ingenieur und Manager                              | Hüttenwesen-Studium                       |
| Helmut Eichmeyer (1926–2013)   | Montanwissenschaftler und Hochschullehrer          | Bergbau-Studium                           |
| Hermann Eichmeyer (1864–1928)  | Bergbeamter und Industrieller                      | ab 1884 Bergbau-Studium                   |
| Stefan Eicker (* 1960)         | Wirtschaftsinformatiker und Hochschullehrer        | 2003/04 Lehrbeauftragter                  |
| Anton Eilers (1839–1917)       | deutsch-amerikanischer Metallurg und Industrieller | Studium                                   |
| Fritz Emde (1873–1951)         | Elektrotechniker und Hochschullehrer               | 1911–1912 Professor für Elektrotechnik    |
| Hans-Jürgen Engell (1925–2007) | Chemiker und Materialwissenschaftler               | Honorarprofessor                          |
| Eduard Ey-Steineck (1849–1931) | preußischer Generalmajor                           | 1867–1969 Studium der Naturwissenschaften |

## F
| Name                              | Tätigkeit                                                                 | Verbindung zur TU Clausthal                                                                            |
| --------------------------------- | ------------------------------------------------------------------------- | --- |
| Martin Faulstich (* 1957)         | Ingenieurwissenschaftler, Politikberater und Hochschullehrer              | 2013–2017 CUTEC-Geschäftsführer, 2013–2020 Professor für Umwelt- und Energietechnik                    |
| Friedrich Fechner (1902–1964)     | Jurist und Richter am Bundessozialgericht                                 | 1940–1952 Lehrauftrag für Rechtswesen, 1964 Ehrenbürger                                                |
| Heino Finkelmann (* 1945)         | Chemiker, Hochschullehrer und Mitentdecker flüssigkristalliner Elastomere | 1978–1984 Mitarbeiter und Habilitation                                                                 |
| Julius Fischer (1856–1916)        | Bergbaukundler und Hochschullehrer                                        | ab 1906 Dozent und ab 1909 Professor für Bergbaukunde und Volkswirtschaftslehre, 1909–1916 Direktor    |
| Hans Fischer (* 1956)             | niederländischer Stahlmanager                                             | 2010 Ehrendoktor                                                                                       |
| Hansgeorg Förster (1936–2018)     | Mineraloge und Hochschullehrer                                            | bis 1960 Mineralogie-Studium                                                                           |
| Paul Francke (1893–1957)          | Geologe und Hochschullehrer                                               | 1928–1936 Professor                                                                                    |
| Hans Joachim Franzke (* 1940)     | Geologe                                                                   | 1992–2005 Akademischer Oberrat am Institut für Geologie und Paläontologie                              |
| Adolf Friedrich (1892–1963)       | Psychologe und Hochschullehrer                                            | 1933–1938 Professur für Menschenführung                                                                |
| Hans-Wolf Friedrich (1942–2015)   | Jurist und Richter am Bundesarbeitsgericht                                | ab 1996 Dozent, 2004 Honorarprofessor                                                                  |
| Dieter R. Fuchs (* 1952)          | Forschungsmanager und Schriftsteller                                      | Geologie-Studium                                                                                       |
| Karl Fuchs (1932–2021)            | Geophysiker und Hochschullehrer                                           | vor 1957 Studium, 1963 Promotion                                                                       |
| Rudolf Fueter (1880–1950)         | Schweizer Mathematiker und Hochschullehrer                                | 1907–1908 Professor für Mathematik                                                                     |
| Jürgen Fuhrmann (1937–2005)       | Physiker und Hochschullehrer                                              | 1966–1967 Promotion, 1971 Habilitation, 1986–2002 Professor für Physikalische Chemie, 1994–1996 Rektor |
| Paul Funke (1930–2008)            | Metallurge und Hochschullehrer                                            | Professor für Werkstoffumformung, 1972–1974 Rektor                                                     |
| Friedrich Fürstenberg (1930–2023) | Soziologe und Hochschullehrer                                             | 1963–1966 Professor für Soziologie                                                                     |

## G
| Name                                 | Tätigkeit                                                                          | Verbindung zur TU Clausthal |
| ------------------------------------ | ---------------------------------------------------------------------------------- | --- |
| Oskar Gabel (1901–1988)              | Staatsbeamter im Reichswirtschaftsministerium                                      | 1921–1926 Studium |
| Hugo Gabelmann (1867–1930)           | Bergmann und -Manager                                                              | Studium |
| Leonhard Ganzer (* 1969)             | österreichischer Lagerstättenkundler und Hochschullehrer                           | seit 2009 Professor für Erdöl- und Erdgaslagerstättentechnologien |
| Günter Gattermann (1929–2018)        | Bibliothekar und Historiker                                                        | 1961–1970 Bibliotheksdirektor, baute die Hochschulbibliothek auf |
| Bruno Geier (1902–1987)              | Mineraloge                                                                         | 1921–1923 Bergbau-Studium |
| Christoph Gerhard (* 1977)           | Ingenieur und Hochschullehrer                                                      | 2014 Promotion |
| Ernst Gerland (1838–1910)            | Physiker und Hochschullehrer                                                       | ab 1888 Dozent, 1892–1910 Professor für Physik und Elektrotechnik |
| Raimund Germershausen (1935–1997)    | Physiker, Ingenieur und Manager                                                    | ab 1960 Assistent, 1962 Promotion, bis 1963 Oberingenieur |
| Ludwig von Gienanth (1767–1848)      | Montanindustrieller                                                                | Studium |
| Werner Glahe (1931–2017)             | Volkswirt und Hochschullehrer, Wissenschafts- und Pferdesport-Funktionär           | Professor für allgemeine Volkswirtschaftslehre |
| Jürgen Gmehling (* 1946)             | Technischer Chemiker und Hochschullehrer                                           | Chemie-Studium |
| Eberhard Gock (1937–2016)            | Ingenieurwissenschaftler und Hochschullehrer                                       | 1989–2007 Professor für Aufbereitung |
| Lutz Göcke (* 1985)                  | Ökonom und Hochschullehrer                                                         | 2010 Promotion |
| Klaus Goehrmann (* 1938)             | Manager, 1984–2003 Vorstandsvorsitzender Deutsche Messe AG                         | 2010 Promotion, die 2014 wegen wissenschaftlichem Fehlverhalten entzogen wurde; erstes Verfahren dieser Art an der TU                                                                                        |
| Friedrich Goerisch (1949–1995)       | Mathematiker und Hochschullehrer                                                   | ab 1967 Chemie-Studium, dann bis 1974 Mathematik-Studium, 1978 Promotion, 1986 Habilitation |
| Peter Goerke-Mallet (* 1955)         | Bergbau-Ingenieur                                                                  | 1977–1983 Markscheidewesen-Studium |
| August Götte (1901–1983)             | Mineraloge und Hochschullehrer                                                     | Bergbau- und Mineralogie-Studium, 1928 Promotion, 1965 Ehrendoktor |
| Josef Goubeau (1901–1990)            | Chemiker und Hochschullehrer                                                       | ab 1929 Mitarbeiter der Chemie, 1935 Habilitation, bis 1937 Dozent, Ehrendoktor |
| Erik W. Grafarend (1939–2020)        | Geodät und Hochschullehrer                                                         | bis 1964 Markscheidewesen-Studium, 1964–1968 Geophysik- und Physik-Studium, 1966 Promotion, 1966–1968 Mitarbeiter der Theoretischen Physik                                                                   |
| Andreas Griewank (1950–2021)         | Mathematiker und Hochschullehrer                                                   | bis 1972 Mathematik- und Physik-Studium |
| Julius Grillo (1849–1911)            | Hütteningenieur                                                                    | 1867–1869 praktischer Vorbereitungskurs |
| Albrecht von Groddeck (1837–1887)    | Hochschullehrer und Hochschullehrer                                                | 1862–1963 Studium des Hütteningenieurswesens, 1864–1880 Dozent für Bergbaukunde und Aufbereitungskunde, 1867–1887 Mineralogie und Geologie, 1881–1887 Lagerstättenkunde, 1867–1887 Direktor der Bergakademie |
| Jürgen Großmann (* 1952)             | Manager, ehemaliger RWE-Vorstandsvorsitzender, Alleingesellschafter der GMH Gruppe | 1970–1977 Studium der Eisenhüttenkunde, 2010–2014 im Hochschulrat, 2018 Ehrendoktor Unterstützte die Wiederherstellung des Universitätseingangs an historischer Stelle über seine Stiftungen.                |
| Werner Grübmeyer (1926–2018)         | Politiker, Landtagsabgeordneter, Fachberater der TUC                               | 1985 Ehrenbürger |
| Werner Gründer (1902–1962)           | Bergingenieur und Hochschullehrer                                                  | Bergbau-Studium, 1960–1962 kommissarischer Leiter des Institut für Aufbereitung, 1962 Honorarprofessor |
| Alfred Grumbrecht (1888–1949)        | Bergingenieur und Hochschullehrer                                                  | bis 1949 Professor für Bergbau, Aufbereitung und Bergwirtschaftslehre, 1927–1929 Rektor |
| Karl-Dietrich Gundermann (1922–1995) | Chemiker und Hochschullehrer                                                       | 1964–1988 Professor für Organische Chemie, 2-facher Rektor, 1988 Ehrensenator |
| Horst Gundlach (* 1934)              | Bauingenieur und Sachbuchautor                                                     | 1967 Promotion |
| Rudolf Gutdeutsch (1930–2021)        | Geophysiker und Hochschullehrer                                                    | 1959–1963 Geophysik-Studium |
| Erich Gutenberg (1897–1984)          | Wirtschaftswissenschaftler, Begründer der modernen BWL und Hochschullehrer         | 1938–1940 Professor |

## H
| Name                                           | Tätigkeit | Verbindung zur TU Clausthal                                                                            |
| ---------------------------------------------- | --- | --- |
| Werner Haack (1895–1965)                       | Montanindustrieller | vor 1921 Bergbau-Studium                                                                               |
| Wilhelm Haarmann (1847–1931)                   | Chemiker, Erstsnythese von Vanillin                                                                                      | ab 1866 Studium                                                                                        |
| Eduard Haber (1866–1947)                       | Kolonialbeamter und Diplomat                                                                                             | 1923–1927 Dozent, 1924 Honorarprofessor                                                                |
| Heinz Haferkamp (1933–2019)                    | Professor für Werkstoffkunde der Uni Hannover und Mitgründer des LZH                                                     | 1993 Ehrendoktor                                                                                       |
| Dörte Haftendorn (* 1948)                      | Mathematikerin und Hochschullehrerin                                                                                     | 1966–1971 Studium von Mathematik und Physik auf Lehramt, 1972 Diplom, 1975 Promotion                   |
| Otto Haibach (1897–1999)                       | Kartograph, Markscheidekundler und Hochschullehrer                                                                       | ab 1942 Dozent, 1944 Habilitation, ab 1949 Privatdozent, 1955–1970 apl. Professor für Grubenrißwesen   |
| Heinrich Wilhelm Ferdinand Halfeld (1797–1873) | Ingenieur, Militär und Entdecker                                                                                         | Studium                                                                                                |
| Ursula Hamenstädt (* 1961)                     | Mathematikerin und Hochschullehrerin                                                                                     | Mathematik-Studium                                                                                     |
| Barbara Hammer (* 1970)                        | Informatikerin und Hochschullehrerin                                                                                     | 2004–2010 Professorin für Theoretische Informatik                                                      |
| Ralph Waldemar Hänel (* 1935)                  | Geophysiker und Hochschullehrer                                                                                          | 1958–1961 Geophysik-Studium, 1968 Promotion                                                            |
| Thomas Hanschke (* 1949)                       | Mathematiker und Hochschullehrer                                                                                         | 1993–2020 Professor für Stochastische Modelle, 2008–2018 Präsident                                     |
| Holger Hanselka (* 1961)                       | Maschinenbauingenieur und Hochschullehrer                                                                                | Maschinenbau-Studium, 1992 Promotion                                                                   |
| Fritz Harders (1909–1973)                      | Industriemanager | 1949 Promotion                                                                                         |
| Fritz Harney (1879–1953)                       | Industrieller und Funktionär                                                                                             | Hüttenfach-Studium                                                                                     |
| Klaus Harste (* 1955)                          | Metallurg | bis 1982 Metallurgie-Studium, 1989 Promotion                                                           |
| Helmut Härtig (1902–1997)                      | Bergbauwissenschaftler und Hochschullehrer                                                                               | 1930 Promotion                                                                                         |
| Rainer Hattenhauer (* 1962)                    | Physiker, Pädagoge und Sachbuchautor                                                                                     | 1982–1989 Physik-Studium                                                                               |
| August Franz von Haxthausen (1792–1866)        | Agrarwissenschaftler, Nationalökonom und Schriftsteller                                                                  | ab 1811 Studium des Bergfachs                                                                          |
| Udo Hebisch (* 1954)                           | Mathematiker und Hochschullehrer                                                                                         | 1974–1979 Mathematik- und Informatik-Studium, 1979–1993 Assistent, 1984 Promotion, 1990 Habilitation   |
| Friedrich W. Hehl (* 1937)                     | Physiker und Hochschullehrer                                                                                             | 1966 Promotion, 1970 Habilitation, 1971–1975 Dozent                                                    |
| Jürgen G. Heinrich (* 1949)                    | Ingenieur und Hochschullehrer                                                                                            | 1995–2014 Professor für Ingenieurkeramik                                                               |
| Franz Hellberg (1894–1970)                     | Unternehmer | ab 1918 Studium des Bergfachs                                                                          |
| Heping Xie (chinesisch 谢和平) (* 1956)        | Präsident der Sichuan-Universität                                                                                        | 2007 Ehrendoktor                                                                                       |
| Manfred Hennecke (* 1948)                      | Chemiker, 2002–2013 Präsident der BAM                                                                                    | Chemie-Studium, 1989 Habilitation, apl. Professor für Physikalische Chemie                             |
| Hans Walter Hennicke (1927–1993)               | Keramiker und Hochschullehrer                                                                                            | 1964–1992 Professor für Ingenieurkeramik, 1988–1990 Rektor                                             |
| Dieter Henning (1936–2007)                     | Bergbau-Ingenieur | Bergbau-Studium, wissenschaftlicher Mitarbeiter, 1969 Promotion                                        |
| Friedrich Herbst (1874–1937)                   | Bergbauingenieur, -funktionär und Hochschullehrer                                                                        | vor 1897 Studium des Bergfachs                                                                         |
| Wilfried Herget (* 1946)                       | Mathematik-Didaktiker und Hochschullehrer                                                                                | 1979–1995 Akademischer Rat                                                                             |
| Leo Herwegen (1886–1972)                       | Politiker (Ost-CDU), Minister für Arbeit und Soziales in Sachsen-Anhalt, Angeklagter des Schauprozesses der Affäre Conti | vor 1909 Bergbau-Studium                                                                               |
| Heiko Heßenkemper (* 1956)                     | Physiker, Hochschullehrer, Politiker (bis 2021 AfD) und 2017–2021 MdB                                                    | Physik-Studium                                                                                         |
| Emil Heyn (1867–1922)                          | Nestor der Metallkunde und der Metallographie                                                                            | 1921 Ehrendoktor                                                                                       |
| Ernst Hilzheimer (1901–1986)                   | Chemiker und Politiker (LDPD)                                                                                            | 1928/29 Mitarbeiter                                                                                    |
| Karl Hinz (1934–2016)                          | Geologe, Geophysiker und Meeresforscher                                                                                  | ab 1958 Geophysik-Studium, 1964 Promotion                                                              |
| Hans Bodo Hirschleber (1934–2020)              | Geophysiker und Hochschullehrer                                                                                          | Geophysik-Studium                                                                                      |
| Heinrich Hock (1887–1971)                      | Chemiker, Brennstofftechniker und Hochschullehrer, Entwickler des Hock-Verfahren                                         | 1927–1958 Professor für Kohlechemie                                                                    |
| Hubert Hoff (1870–1964)                        | Professor für Metallurgie und Rektor der RWTH Aachen                                                                     | 1952 Ehrendoktor                                                                                       |
| Georg Heinrich Hoffmann (1797–1868)            | Mathematiker und Artillerist                                                                                             | Besuch der Bergschule (vermutet)                                                                       |
| Gerd Wilhelm Hoffmann (1930–2014)              | Wärmetechniker, Energiewirtschaftler und Hochschullehrer                                                                 | 1983 Promotion, ab 1988 Lehrauftrag, ab 1995 Professor für Betriebliche Energiewirtschaft              |
| Rudolf Hoffmann (1873–1932)                    | Metallhüttenmann und Hochschullehrer                                                                                     | 1906–1932 Professor für Allgemeine Hüttenkunde und Metallhüttenkunde                                   |
| Walter Hoffmann (1891–1972)                    | Volkswirt und Hochschullehrer                                                                                            | 1959–1961 Professor für Volkswirtschaftslehre                                                          |
| Carl Hold (1871–1946)                          | Bergbau-Manager | 1928 Ehrensenator                                                                                      |
| Christian Holm (* 1960)                        | Physiker und Hochschullehrer                                                                                             | Postdoc                                                                                                |
| Klaus Homann (* 1950)                          | Gas-Manager | 2004 Honorarprofessor                                                                                  |
| Friedrich Honigmann (1841–1913)                | Bergbau-Unternehmer | Studium                                                                                                |
| Oscar Hoppe (1838–1923)                        | Volkswirt und Hochschullehrer                                                                                            | ab 1868 Dozent für Maschinentechnik und Physik, 1888–1911 Professor für Technische Mechanik und Physik |
| Jakob Horn (1867–1946)                         | Mathematiker und Hochschullehrer                                                                                         | 1900–1907 Professor für Mathematik                                                                     |
| Bernhard Hornfeck (1929–2006)                  | Mathematiker und Hochschullehrer                                                                                         | ab 1969 Professor für Mathematiker                                                                     |
| Walther Hubatsch (1915–1984)                   | Historiker und Hochschullehrer                                                                                           | 1955–1956 Lehrbeauftragter                                                                             |
| Adolf Hueck (1882–1955)                        | Manager im Ruhrbergbau                                                                                                   | Ehrendoktor                                                                                            |
| Gustav Franz Hüttig (1890–1957)                | böhmisch-österreichischer Chemiker und Hochschullehrer                                                                   | 1914–1922 Assistent                                                                                    |

## I
| Name                                  | Tätigkeit                                                         | Verbindung zur TU Clausthal                                  |
| ------------------------------------- | ----------------------------------------------------------------- | ------------------------------------------------------------ |
| Johann Christoph Ilsemann (1727–1822) | Apotheker, Chemiker und Mineraloge                                | 1775–ca. 1800 Lehrer für Chemie, Mineralogie und Metallurgie |
| Clara Immerwahr (1870–1915)           | Chemikerin, erste Deutsche, die einen Doktorgrad in Chemie erwarb | forschte 1900 für zwei Monate in Küsters Labor               |

## J
| Name                             | Tätigkeit                                                                                            | Verbindung zur TU Clausthal |
| -------------------------------- | --- | --- |
| Hans-Georg Jaedicke (1911–2000)  | Mediziner                                                                                            | Honorarprofessor |
| Carl Jaeger (1874–1932)          | Eisenhüttenmann und Manager                                                                          | Studium der Eisenhüttenkunde |
| Dieter Janke (1936–2012)         | Metallurg und Hochschullehrer                                                                        | 1957–1962 Studium der Eisenhüttenkunde, 1966 Promotion, 1977 Habilitation 1983–1992 apl. Professor für Metallurgie                    |
| Karl-Heinrich Jakob (1924–2012)  | Bergbaumanager                                                                                       | 1946–1951 Bergbau-Studium, langjähriger Vorsitzender des Vereins von Freunden der Bergakademie Clausthal, 1984 Ehrenbürger            |
| Gerhard Jentzsch (* 1946)        | Geophysiker und Hochschullehrer                                                                      | Physik- und Geophysik-Studium, 1976 Promotion, 1990–1996 Professor für Allgemeine Geophysik                                           |
| Rudolf Jeschar (1930–2014)       | Ingenieur und Hochschullehrer                                                                        | 1966–1998 Professor für Wärmetechnik und Industrieofenbau, 1980–1982 Rektor                                                           |
| Michael F. Jischa (* 1937)       | Ingenieurwissenschaftler, Hochschullehrer und Ehrenpräsident der Deutschen Gesellschaft Club of Rome | 1981–2002 Professor für Strömungsmechanik                                                                                             |
| Friedrich Johannsen (1897–1983)  | Metallurge, Hochschullehrer und Erfinder des Krupp-Rennverfahren                                     | 1919–1921 Studium der Metallhüttenkunde, 1923 Promotion, 1946–1962 Professor für Metallurgie und Elektrometallurgie, 1950–1952 Rektor |
| Johann Ludwig Jordan (1771–1853) | Mediziner und Naturforscher                                                                          | 1821–1845 Lehrer der Chemie, ab 1829 auch Hüttenkunde                                                                                 |
| Karl Jung (1902–1972)            | Geophysiker und Hochschullehrer                                                                      | 1945–1956 Professor für Geophysik und Mathematik                                                                                      |

## K
| Name                                 | Tätigkeit                                                                              | Verbindung zur TU Clausthal |
| ------------------------------------ | -------------------------------------------------------------------------------------- | --- |
| Martin Kaltschmitt (* 1961)          | Energiewirtschaftler, Ingenieurwissenschaftler und Hochschullehrer                     | 1981–1986 Tiefbohrtechnik-Studium |
| Odej Kao (* 1971)                    | Informatiker und Hochschullehrer                                                       | 1991–1995 Informatik-Studium, 1997 Promotion, 1998–2002 Assistent, 2002 Habilitation                                                      |
| Johannes Kästner (* 1978)            | österreichischer Chemiker und Hochschullehrer                                          | 2001–2004 Mitarbeiter, 2004 Promotion |
| Rudolf W. Keck (1935–2023)           | Pädagoge und Hochschullehrer                                                           | 1973–1990 Lehrbeauftragter für Schulpädagogik                                                                                             |
| Friedrich Kegel (1874–1948)          | Bergwerksingenieur, 1926–1932 Abgeordneter der South West African Legislative Assembly | ab 1894 Studium |
| Hermann Kellermann (1875–1965)       | Manager in der Montanindustrie                                                         | 1951 Ehrendoktor |
| Heinz P. Kemper (1903–1998)          | Industriemanager                                                                       | 1969 Ehrendoktor |
| Theobald Keyser (1901–1984)          | Bergbauingenieur und -manager                                                          | Bergbau-Studium |
| Jochen F. Kirchhoff (1927–2019)      | Unternehmer                                                                            | 1946–1950 Bergbau- und Maschinenbau-Studium, 1953 Promotion                                                                               |
| Franz Kienast (1895–1965)            | Maschinenbauingenieur und Hochschullehrer                                              | 1946 Professor für Maschinenkunde, kommissarisch                                                                                          |
| Andreas Kirschning (* 1960)          | Chemiker und Hochschullehrer                                                           | 1991–1996 Nachwuchsgruppenleiter, 1996 Habilitation, 1996–2000 Privatdozent für Organische Chemie                                         |
| Friedrich Klockmann (1858–1937)      | Mineraloge und Hochschullehrer                                                         | bis 1879 Studium des Berg- und Hüttenwesen, ab 1887 Dozent, 1892–1899 Professor für Mineralogie und Geognosie, 1923 Ehrendoktor           |
| Gustav Knepper (1870–1951)           | Bergbau-Manager                                                                        | 1927 Ehrendoktor |
| Walter Knissel (1934–2018)           | Bergbau-Ingenieur und Hochschullehrer                                                  | 1974–2003 Professor für bergbauliche Verfahrens- und Betriebslehre, 1992–1993 Rektor                                                      |
| Friedhart Knolle (* 1955)            | Geologe und Naturschützer                                                              | Geologie-Studium |
| William Kobbé (1840–1931)            | US-amerikanischer Offizier                                                             | 1859–1862 Studium des Bergfachs |
| Hermann Koch (1814–1877)             | Geheimer Bergrat                                                                       | 1830–1834 in der „1. Classe“ der Bergschule                                                                                               |
| Hugo Koch (1845–1932)                | Berg- und Hüttenmann                                                                   | um 1866 Bergbau- und Hüttenkunde-Studium                                                                                                  |
| Friedrich Kocks (1902–1975)          | Eisenhüttenkundler und Unternehmer                                                     | Ehrendoktor |
| Gustav Köhler (1839–1923)            | Bergbeamter und Hochschullehrer                                                        | 1855–1858 in der „1. Classe“ der Bergschule, ab 1880 Dozent und 1892–1909 Professor für Bergbaukunde und Aufbereitung, 1887–1909 Direktor |
| Karl-Ulrich Köhler (* 1956)          | Stahl-Manager                                                                          | bis 1980 Eisenhüttenkunde-Studium, 1988 Promotion                                                                                         |
| Hermann König (1892–1978)            | Mathematiker und Hochschullehrer                                                       | 1922–1961 Professor für Mathematik, 1929–1931 Rektor                                                                                      |
| Gerhard Korte (1858–1945)            | Bergbau-Unternehmer und Vorsitzender des Kalisyndikats                                 | 1927 Ehrendoktor |
| Reinhart Kraatz (1925–1996)          | Geologe und Paläontologe                                                               | 1946–1954 Geologie-Studium, 1956 Promotion                                                                                                |
| Georg Kraus (* 1965)                 | Wirtschaftsingenieur und Managementberater                                             | seit 2005 Dozent, seit 2015 Honorarprofessor                                                                                              |
| Georg Krause (1849–1927)             | Chemiker, Begründer der Chemiker-Zeitung                                               | 1875 Assistent |
| Karl-Friedrich Krause (* 1960)       | Manager                                                                                | 1981–1986 Maschinenbau-Studium, 1989 Promotion                                                                                            |
| Gerhard Kreysa (* 1945)              | Chemiker und 1992–2009 Geschäftsführer der DECHEMA                                     | bis 2014 Vorsitzender des Hochschulrates, 1998 Ehrendoktor, 2016 Ehrenbürger                                                              |
| Lothar Kroll (* 1959)                | deutsch-polnischer Maschinenbauingenieur und Hochschullehrer                           | Maschinenbau-Studium, 1992 Promotion |
| Alfred Kröner (1939–2019)            | Geologe und Hochschullehrer                                                            | Geologie-Studium |
| Ekkehart Kröner (1919–2000)          | Physiker und Hochschullehrer                                                           | 1963–1969 Professor für Theoretische Physik                                                                                               |
| Bernhard Krötz (* 1970)              | Mathematiker und Hochschullehrer                                                       | 1998 Postdoc |
| Gerhard Krüger (1904–1990)           | Wirtschaftswissenschaftler und Hochschullehrer                                         | Professor für Wirtschaftswissenschaften, 2-facher Rektor                                                                                  |
| Jochen Kruse (* 1955)                | Journalist                                                                             | 1975–1979 Bergbau-Studium |
| Eberhard von Kuenheim (* 1928)       | ehemaliger BMW-Vorstandsvorsitzender                                                   | Ehrendoktor |
| Gunther Kühne (* 1939)               | Rechtswissenschaftler und Hochschullehrer                                              | 1978–2007 Professor für Berg- und Energierecht                                                                                            |
| Hans-Joachim Kümpel (* 1950)         | Geophysiker und Hochschullehrer                                                        | 2001–2007 Professor für Modellierung von Geosystemen                                                                                      |
| Friedrich Wilhelm Küster (1861–1917) | Chemiker und Hochschullehrer                                                           | 1899–1904 Professor für Chemie |

## L
| Name                                            | Tätigkeit                                                                                             | Verbindung zur TU Clausthal |
| ----------------------------------------------- | --- | --- |
| Reiner Labusch (1935–2016)                      | Physiker und Hochschullehrer                                                                          | 1975–2000 Professor für Angewandte Physik |
| Kurt Lamberts (1911–1988)                       | Ingenieur und Hochschullehrer                                                                         | ab 1966 Professor für Regeltechnik und Elektronik |
| Wolfgang Lampe (1953–2015)                      | Bergingenieur, Montanhistoriker und Archivar                                                          | 1973–1979 Bergbau-Studium |
| Jürgen Lanclée (* 1944)                         | Politiker (SPD), 1994–2003 und 2007–2008 Mitglied des Niedersächsisches Landtags                      | 1972–1974 Mathe- und Physik-Studium |
| Thierry Langer (* 1991)                         | belgischer Biathlet und Skilangläufer                                                                 | 2010–2019 Chemie-Studium |
| Otto Lellep (1884–1975)                         | estnisch-US-amerikanischer Metallurgieingenieur und Erfinder des Lepol-Ofens für die Zementproduktion | 1906–1910 Metallhüttenkunde-Studium |
| Max Rudolf Lehmann (1886–1965)                  | Wirtschaftswissenschaftler und Hochschullehrer                                                        | Metallhüttenkunde-Studium |
| Manfred Lennings (1934–2008)                    | Industriemanager                                                                                      | Bergbau-Studium |
| Kurt Leschonski (1930–2002)                     | Ingenieur und Hochschullehrer                                                                         | 1971–1998 Professor für Mechanische Verfahrenstechnik, 1984–1986 Rektor, 1990–2000 CUTEC-Gründungsgeschäftsführer                                                                        |
| Hellmut Ley (1909–1973)                         | Vorsitzender Metallgesellschaft und GDCh                                                              | 1970 Ehrendoktor |
| Wilfried Ließmann (* 1958)                      | Mineraloge, Montanhistoriker und Hochschullehrer                                                      | bis 1983 Mineralogie-Studium, 1988 Promotion, 2015 bis 2018 Mitarbeiter am Institut für Endlagerforschung, seit 2018 Verwaltung der Professur Mineralogie, Geochemie und Salzlagerstätte |
| Wulf Dietrich Liestmann (* 1937)                | Stahlmanager                                                                                          | bis 1961 Hüttenwesen-Studium, 1963 Promotion |
| Wilhelm Peter Lillig (1900–1945)                | Bergingenieur und NS-Wirtschaftsfunktionär                                                            | 1920–1924 Bergbau-Studium |
| Eike von der Linden (* 1941)                    | Bergbauingenieur                                                                                      | 1961–1967 Bergbau-Studium, 1970–1972 Promotion, 2004–2014 Lehrbeauftragter für Mining and Financial Engineering                                                                          |
| Hans von Loewenstein zu Loewenstein (1874–1959) | Bergbau-Manager, 1933–1938 Reichstagsabgeordneter                                                     | Bergbau-Studium, 1923 Ehrendoktor und Ehrenbürger |
| Paul Ludowigs (1884–1968)                       | Unternehmer der Kalkindustrie                                                                         | 1954 Ehrendoktor |
| Heiko Lueken (1942–2016)                        | Chemiker und Hochschullehrer                                                                          | 1983–1984 Professor für Anorganische Chemie |
| Horst Luther (1913–1970)                        | Chemiker und Hochschullehrer                                                                          | 1958–1970 Professor für Brennstoffchemie und Brennstofftechnik, 2-facher Rektor |

## M
| Name                                   | Tätigkeit                                                              | Verbindung zur TU Clausthal |
| -------------------------------------- | ---------------------------------------------------------------------- | --- |
| Claus Marx (* 1931)                    | Maschinenbauingenieur für Erdöl- und Erdgastechnik und Hochschullehrer | 1972–1973 Promotion, 1975–2001 Professor für Erdöl- und Erdgastechnik, 1993–1994 Rektor                                                                           |
| Manfred Jürgen Matschke (* 1943)       | Ökonom und Hochschullehrer                                             | 1982–1995 Professor für Betriebswirtschaftslehre |
| Dieter Matthaei (* 1949)               | Radiologe und Internist                                                | Physik-Studium |
| Klaus-Dieter Maubach (* 1962)          | Wirtschaftsmanager                                                     | seit 2002 Honorarprofessor |
| Herbert Mayer (1900–1992)              | Physiker und Hochschullehrer                                           | ab 1950 Professor für Physik, 1956–1958 Rektor |
| Eduard Mehlis (1796–1832)              | Mediziner und Hochschullehrer                                          | 1831–1832 Professor für Physik |
| Hans-Ulrich Meier (* 1938)             | Strömungsmechaniker und Hochschullehrer                                | ab 1983 Lehrauftrag, 1986 Habilitation, ab 1990 apl. Professor für Experimentelle Strömungsmechanik                                                               |
| Siegfried Methfessel (1922–2012)       | Physiker und Hochschullehrer                                           | 1955 Promotion |
| Wilhelm Meyer (* 1932)                 | Geologe und Hochschullehrer                                            | ab 1959 Mitarbeiter, 1966 Habilitation |
| Roland Menges (* 1965)                 | Wirtschaftswissenschaftler und Hochschullehrer                         | seit 2008 Professor für Volkswirtschaftslehre, insbesondere Makroökonomik                                                                                         |
| Eberhard Mettler (1910–1991)           | Ingenieur und Hochschullehrer                                          | bis 1953 Professor, 1952–1953 Rektor |
| Otfried Hans von Meusebach (1812–1897) | preußischer Regierungsassessor und texanischer Senator                 | Geologie- und Naturwissenschafts-Studium |
| Franz Meyer (1856–1934)                | Mathematiker und Hochschullehrer                                       | 1888–1897 Professor für Mathematik |
| Julius Meyer (1876–1960)               | Chemiker und Hochschullehrer                                           | nach 1945 Professor für Anorganische und Analytische Chemie |
| Eduard von Michael (1805–1874)         | Forstmeister                                                           | bis 1823 Studium |
| Helmut Mischo (* 1969)                 | Bergingenieur und Hochschullehrer                                      | 1997–1998 Mitarbeiter, 1998–2004 Oberingenieur, 2000 Promotion |
| Kurt Mohr (1926–2017)                  | Geologe und Hochschullehrer                                            | ab 1961 Assistent, 1968 Habilitation, 1971 Akademischer Rat, 1974 apl. Professor, 1975 Akademischer Oberrat, 1978–1991 Professor für Geologie und Paläontologie   |
| Wolfgang Mückenheim (* 1949)           | Physiker und Hochschullehrer                                           | 1990 Dozent für Physik |
| Eike Mühlenfeld (1938–2018)            | Physiker und Hochschullehrer                                           | 1976–2003 Professor für Mess- und Automatisierungstechnik |
| Georg Müller (* 1930)                  | Mineraloge und Hochschullehrer                                         | 1970–1996 Professor der Mineralogie, Petrographie und Lagerstättenkunde, 2-facher Rektor, 2002 Ehrensenator Autor zahlreicher Werke zur Historie der TU Clausthal |
| Gerhard Müller (1940–2002)             | Geophysiker und Hochschullehrer                                        | 1967 Promotion |

## N
| Name                                            | Tätigkeit                                                                  | Verbindung zur TU Clausthal                                  |
| ----------------------------------------------- | -------------------------------------------------------------------------- | ------------------------------------------------------------ |
| Alexandra Navrotsky (* 1943)                    | US-amerikanische Geochemikerin, Festkörperchemikerin und Hochschullehrerin | Postdoktorandin, 1972 Gastwissenschaftlerin                  |
| Juval Ne’eman (hebräisch יובל נאמן) (1925–2006) | israelischer Physiker, Hochschullehrer und Politiker                       | Ehrendoktor                                                  |
| Walter Nehm (1884–1958)                         | Bergingenieur                                                              | 1930–1936 Professor für Markscheidekunde, 1935–1936 Rektor   |
| Horst Neugebauer (* 1939)                       | Geophysiker und Hochschullehrer                                            | 1980–1988 Professor für Allgemeine Geophysik                 |
| Ralf Nielbock (* 1954)                          | Geologe und Paläontologe                                                   | bis 1982 Geologie- und Paläontologie-Studium, 1987 Promotion |
| Klaus Nürnberg (1929–2015)                      | Metallurg                                                                  | 1968 Promotion                                               |

## O
| Name                            | Tätigkeit                      | Verbindung zur TU Clausthal                                                                                         |
| ------------------------------- | ------------------------------ | --- |
| Hans Oechsner (* 1934)          | Physiker und Hochschullehrer   | 1972–1981 Professor für Physik                                                                                      |
| Herbert Oelschläger (1921–2006) | Pharmazeut und Hochschullehrer | bis 1940 Chemie- und Physik-Studium                                                                                 |
| Willy Oelsen (1905–1970)        | Metallurge und Hochschullehrer | 1948–1959 Professor für Eisenhüttenkunde und Gießereiwesen, 1958–1959 Rektor                                        |
| Bernhard Osann (1862–1940)      | Metallurg und Hochschullehrer  | 1903–1927 Professor für Eisenhüttenkunde und Gießereiwesen, 1916–1919 geschäftsführender Direktor, 1932 Ehrenbürger |

## P
| Name                                   | Tätigkeit                                                             | Verbindung zur TU Clausthal |
| -------------------------------------- | --------------------------------------------------------------------- | --- |
| Johann Rudolf Pagenstecher (1808–1891) | Bergwerksdirektor                                                     | Studium |
| Max Paschke (1884–1961)                | Metallurge und Hochschullehrer, Erfinder des Paschke-Peetz-Verfahrens | Studium der Eisenhüttenkunde, bis 1950 Professor für Eisenhütten- und Gießereiwesen, 2-facher Rektor                                                           |
| Wilhelm Passavant (1886–1959)          | Unternehmer                                                           | bis 1908 Studium des Ingenieurswesens |
| Oskar Pawelski (1933–2023)             | Metallurge und Hochschullehrer                                        | 1964–1976 Dozent für Verformungskunde, 1970 Habilitation, 1971–1976 apl. Professor                                                                             |
| Arnd Peiffer (* 1987)                  | Biathlet                                                              | ab 2008 Studium des Wirtschaftsingenieurswesens |
| Otto Peters (1835–1920)                | Maler, Zeichen- und Hochschullehrer                                   | 1859–1862 Zeichenlehrer |
| Alfred Petersen (1885–1960)            | Vorstandsvorsitzender Deutscher Industrie- und Handelskammertag       | 1952 Ehrendoktor |
| Otto Petersen (1874–1953)              | Eisenhüttenmann, Geschäftsführer Stahlinstitut VDEh                   | 1947 Ehrenbürger |
| Wolfgang Pfau (* 1959)                 | Ökonom und Hochschullehrer                                            | 1999–2022 Professor für Betriebswirtschaftslehre und Unternehmensführung                                                                                       |
| Hellmut von Philipsborn (1892–1983)    | Mineraloge und Hochschullehrer                                        | 1945–1947 (vertretungsweise) Professor für Mineralogie, Petrographie und Lagerstättenkunde                                                                     |
| Andreas Pilger (1910–1997)             | Geologe und Hochschullehrer                                           | 1956–1979 Professor für Geologie und Paläontologie, 1960–1962 Rektor, 1986 Ehrensenator                                                                        |
| Anton Pomp (1888–1953)                 | Metallurg und Hochschullehrer                                         | 1931 Habilitation, 1931–1946 Privatdozent für Walzwerkkunde und Eisenverarbeitung, 1932 Honorarprofessor                                                       |
| Carl Prediger (1822–1895)              | Mathematiker, Geodät, Kartograph und Hochschullehrer                  | 1841–1844 Besuch der Bergschule, ab 1854 Dozent für Planzeichnen und deskriptive Geometrie, 1870–1888 Professor für höhere Mathematik und praktische Geometrie |
| Leo Pröstler (* 1947)                  | österreichischer Unternehmer und Umweltschützer                       | ab 1965 Eisenhüttenkunde-Studium |
| Günter Pusch (* 1941)                  | österreichischer Lagerstättenkundler und Hochschullehrer              | 1979–2007 Professor für Erdöl- und Erdgaslagerstättentechnologien                                                                                              |

## R
| Name                                | Tätigkeit                                                                                     | Verbindung zur TU Clausthal |
| ----------------------------------- | --------------------------------------------------------------------------------------------- | --- |
| Ferdinand Raab (1878–1954)          | Bergbauindustrie-Manager                                                                      | Bergbau-Studium, 1926 Ehrendoktor |
| Anton Raky (1868–1943)              | Tiefbohr-Konstrukteur und -Unternehmer                                                        | 1921 Ehrendoktor |
| Paul Ramdohr (1890–1985)            | Mineraloge, Lagerstätten-Forscher, Hochschullehrer und Pionier der Erz-Mikroskopie            | 1921 wissenschaftlicher Assistent, 1922 Habilitation, 1922–1926 Privatdozent für Mineralogie und Petrografie, 1969 Ehrendoktor                   |
| Mohammad-Ali Ramin (* 1954)         | iranischer Politiker, Minister und Holocaustleugner                                           | Studium |
| Lutz Recknagel (* 1966)             | Maschinenbauingenieur, Politiker (bis 2012 FDP) und 2009–2014 Mitglied des Thüringer Landtags | Maschinenbau-Studium |
| Matthias Reich (* 1959)             | Erdölingenieur und Hochschullehrer                                                            | 1979–1986 Verfahrenstechnik-Studium |
| Helmut Reihlen (1934–2022)          | Ingenieur                                                                                     | 1954–1959 Studium der Eisenhüttenkunde, 1964 Promotion, 1988 Honorarprofessor                                                                    |
| Otto Rellensmann (1895–1970)        | Markscheider und Hochschullehrer                                                              | 1936–1966 Professor des Markscheidewesens, 1954–1956 Rektor, 1968 Ehrenbürger                                                                    |
| Max Richter (1900–1983)             | Geologe, Paläontologe und Hochschullehrer                                                     | 1937–1950 Professor für Geologe und Paläontologe                                                                                                 |
| Friedrich Adolph Roemer (1809–1869) | Bergrat, Geologe, Botaniker, Jurist und Hochschullehrer                                       | 1846–1867 Lehrer für Mineralogie, Geognosie und Physik, ab 1851 auch Recht, 1853–1864 Leiter der Bergschule, 1864–1867 Direktor der Bergakademie |
| Fritz Roessler (1870–1937)          | Industrieller                                                                                 | vor 1894 Chemie-Studium |
| Peter Rohde (1940–2015)             | Ingenieur                                                                                     | Studium, 1967 Promotion |
| Otto Rosenbach (1914–1994)          | Geophysiker und Hochschullehrer                                                               | 1965–1980 Professor für Geophysik |
| Margit Rösler (* 1962)              | Mathematikerin und Hochschullehrer                                                            | 2006–2012 Professorin für Analysis |
| Stefan Roth (* um 1970)             | Ökonom und Hochschullehrer                                                                    | 2005–2006 Vertretungsprofessor für Marketing |
| Rudolf Rothe (1873–1942)            | Mathematiker und Hochschullehrer                                                              | 1908–1914 Professor für Mathematik |
| Paul Otto Runck (1930–2013)         | deutsch-österreichischer Mathematiker und Hochschullehrer                                     | vor 1969 Akademischer Rat und Professor |
| Franz Runge (1893–1973)             | Chemiker und Hochschullehrer                                                                  | 1922 Assistent |
| Carl Ruschen (1871–1931)            | Montanindustrieller                                                                           | vor 1894 Studium des Bergfachs |

## S
| Name                                        | Tätigkeit                                                                                      | Verbindung zur TU Clausthal |
| ------------------------------------------- | ---------------------------------------------------------------------------------------------- | --- |
| Rüdiger Sagel (* 1955)                      | Politiker (Grüne, Die Linke), 1998–2012 Mitglied des Landtags Nordrhein-Westfalen              | 1976–1977 Bergbau-Studium |
| Alexander Saipa (* 1976)                    | Chemiker und Politiker (SPD)                                                                   | 1997–2002 Chemie-Studium, seit (spätestens) 2020 Lehrbeauftragter                                                                             |
| Axel Saipa (* 1943)                         | Verwaltungsbeamter und Politiker (SPD)                                                         | 1998–2003 Lehrbeauftragter, 2003 Honorarprofessor                                                                                             |
| Carsten Salander (* 1933)                   | Physiker                                                                                       | ab 1994 Dozent, 1996 Honorarprofessor |
| Corinna Salander (* 1967)                   | Ingenieurin, Hochschullehrerin und Verkehrswissenschaftlerin                                   | 1999 Promotion |
| Horst von Sanden (1883–1965)                | Mathematiker und Hochschullehrer                                                               | 1918–1922 Professor für Mathematik und Mechanik                                                                                               |
| Günther Saßmannshausen (1930–2010)          | Vorstandsvorsitzender der Preussag                                                             | Ehrendoktor |
| Friedrich Sauvigny (* 1953)                 | Mathematiker und Hochschullehrer                                                               | 1983–1989 Akademischer Rat auf Zeit der Mathematik                                                                                            |
| Joachim Schachtner (* 1963)                 | Biologe, Hochschullehrer und seit 2022 Staatssekretär im MWK                                   | 2019–2022 Präsident |
| Eberhard Schade (1902–1971)                 | Ingenieur und Politiker (NSDAP)                                                                | Studium |
| Manfred Schäfer (1912–1996)                 | Physiker und Hochschullehrer                                                                   | ab 1962 Professor |
| Karl Schantz (1863–1936)                    | Berghauptmann                                                                                  | Studium |
| Otto Scharf (1875–1942)                     | Bergbauingenieur und -manager                                                                  | ab 1894 Studium |
| Peter Scharff (* 1957)                      | Chemiker und Hochschullehrer                                                                   | Chemie-Studium, 1987 Promotion, 1991 Habilitation, 1996–1999 apl. Professor der Anorganischen Chemie                                          |
| Sylvia Schattauer (* 1979)                  | Physikerin                                                                                     | seit 2023 Präsidentin, erste nicht-Professorin in diesem Amt                                                                                  |
| Ernst Schaumann (* 1943)                    | Chemiker und Hochschullehrer                                                                   | 1990–2009 Professor für Organische Chemie, 2000–2004 letzter Rektor und erster Präsident                                                      |
| Andreas Schell (* 1969)                     | Ingenieur und Manager                                                                          | 1991–1996 Maschinenbau- und Elektrotechnik-Studium                                                                                            |
| Heike Schenk-Mathes (* 1961)                | Wirtschaftswissenschaftlerin und Hochschullehrer                                               | seit 1997 Professorin für Betriebswirtschaftslehre und Betriebliche Umweltökonomie, 2022–2023 erste Präsidentin (m.d.W.d.G.b.)                |
| Hans Schepers (1928–2021)                   | Beamter, Leiter der Datenverarbeitung der Wissenschaftlichen Dienste des Deutschen Bundestages | Studium |
| Günther Schlicht (1901–1962)                | Vorstandsvorsitzender DEA                                                                      | Ehrendoktor |
| Albert Schloenbach (1811–1877)              | Geologe und Obersalineninspektor                                                               | ab 1929 Studium |
| Marina Schlünz (* 1956)                     | Ingenieurin und Hochschullehrer                                                                | 1974–1980 Metallurgie- und Werkstoffwissenschafts-Studium, 1983 Promotion                                                                     |
| Adolf Schlösser (1858–1941)                 | Bergbeamter und Unternehmer                                                                    | Studium des Bergfachs |
| Hermann Schmalzried (* 1932)                | Chemiker und Hochschullehrer                                                                   | 1966–1975 Professor für Physikalische Chemie                                                                                                  |
| Detlef Schmid (1934–2018)                   | Wegbereiter der Informatikausbildung, Verdienste um die Technische Informatik                  | 2011 Ehrendoktor |
| Erich Schmid (1896–1983)                    | Professor der Uni Wien                                                                         | Ehrendoktor |
| Reinhard Schmidt (* 1946)                   | Bergbauingenieur und Oberberghauptmann                                                         | 1969–1975 Bergbau-Studium |
| Peter Schmöle (* 1950)                      | Metallurg                                                                                      | bis 1976 Eisenhüttenkunde-Studium, anschließend Mitarbeiter und Oberingenieur                                                                 |
| Carl Schnabel (1843–1914)                   | Metallhüttenkundler, Oberbergrat und Hochschullehrer                                           | 1885–1900 Dozent für Metallhüttenkunde und Chemische Technologie                                                                              |
| Armin Schneider (1906–1986)                 | Chemiker und Hochschullehrer                                                                   | 1963–1971 Professor für Anorganische Chemie                                                                                                   |
| Horst Scholze (1921–1990)                   | Glaschemiker und Hochschullehrer                                                               | 1962–1963 Privatdozent für Glas und Keramik                                                                                                   |
| Reinhard Schönenberg (1914–1996)            | Geologe und Hochschullehrer                                                                    | Dozent |
| Klaus Schönert (1927–2011)                  | Physiker, Ingenieur und Hochschullehrer                                                        | ab 1981 Professor für Aufbereitungstechnik |
| Stefan Schottlaender (1928–1991)            | Mathematiker und Hochschullehrer                                                               | 1967–1991 Professor für Mathematik, 1982–1984 Rektor                                                                                          |
| Jürgen Schopper (1925–2008)                 | Geophysiker und Hochschullehrer                                                                | ab 1966 Mitarbeiter, 1972 Habilitation, ab 1976 apl. Professor, 1978–1993 Professor für Petrophysik                                           |
| Ulrich Schreiber (* 1956)                   | Geologe, Schriftsteller und Hochschullehrer                                                    | 1976–1989 Geologie-Studium, ab 1981 Teilstudium Chemie                                                                                        |
| Erich Schröder (1903–1989)                  | Bergingenieur, Polizeibeamter, Polizeiattaché und SS-Sturmbannführer                           | vor 1928 Studium |
| Karl Schuh (1876–1960)                      | Eisenhütteningenieur und Manager in der Stahlindustrie                                         | um 1899 Eisenhüttenkunde-Studium, Ehrendoktor                                                                                                 |
| Joachim Schüling (* 1957)                   | Bibliothekar                                                                                   | 2002–2021 Leiter der Universitätsbibliothek der TU Clausthal                                                                                  |
| Ekkehard Schulz (* 1941)                    | Manager                                                                                        | 1961–1967 Eisenhüttenwesen-Studium, 1971 Promotion, 1999 Honorarprofessor                                                                     |
| Sven Schulze (* 1979)                       | Politiker (CDU), 2014–2021 MdEP und seit 2021 Minister (MWL) in Sachsen-Anhalt                 | 1999–2007 Umweltschutztechnik- und Wirtschaftsingenieurwesen-Studium                                                                          |
| Hermann Schwanecke (1889–1974)              | Geologe und Hochschullehrer                                                                    | 1920–1923 Assistent am Institut für Geologie und Paläontologie                                                                                |
| Georg Schwedt (* 1943)                      | Chemiker und Hochschullehrer                                                                   | 1987–2006 Professor für Analytische Chemie |
| August Schwemann (1862–1945)                | Bergbaukundler und Hochschullehrer                                                             | Bergbau- und Hüttenkunde-Studium |
| Sebastian Seiffert (* 1979)                 | Chemiker und Hochschullehrer                                                                   | 1999–2004 Chemie-Studium, 2007 Promotion, 2008 Dozent für physikalische Polymerchemie                                                         |
| Dieter Senk (* 1957)                        | Metallurg und Hochschullehrer                                                                  | 1976–1981 Eisenhüttenkunde-Studium, 1985 Promotion                                                                                            |
| Ralf Seppelt (* 1969)                       | Mathematiker, Landschaftsökologe und Hochschullehrer                                           | Mathematik-Studium |
| Arthur Simon (1893–1963)                    | Chemiker und Hochschullehrer                                                                   | 1922–1923 Assistent |
| Wilhelm Simon (1915–1993)                   | Geologe, Paläontologe und Hochschullehrer                                                      | 1951 Habilitation, 1954–1956 Vertretungsprofessor                                                                                             |
| Hansjörg Sinn (* 1929)                      | Hochschullehrer und Rektor der Universität Hamburg, Hamburger Senator                          | 1999 Ehrendoktor |
| Karl Eugen Slevogt (1912–1976)              | Physiker und Unternehmer                                                                       | 1938–1941 Assistent, 1941 Habilitation, Dozent                                                                                                |
| Arnold Sommerfeld (1868–1951)               | Mathematiker, theoretischer Physiker und Hochschullehrer                                       | 1897–1900 Professor der Mathematik |
| Georg Spackeler (1883–1960)                 | Montanwissenschaftler und Hochschullehrer                                                      | 1919–1925 Professor für Bergbaukunde, 1923–1924 Rektor                                                                                        |
| Dirk Spaniel (* 1971)                       | Politiker (bis 2024 AfD, seit 2025 Werteunion), 2017–2025 MdB                                  | 1991–1993 Studium des Chemieingenieurwesens                                                                                                   |
| Otto Spinzig (1873–1957)                    | Bergbeamter, 1909–1916 Mitglied des Preußischen Abgeordnetenhauses                             | Bergbau-Studium |
| Otto Springorum (1890–1955)                 | Vorstandsvorsitzender der Gelsenkirchener Bergwerks-AG                                         | 1950 Ehrendoktor |
| Otto Steinkopf (1904–2008)                  | Musiker, Nestor der Wiederbelebung historischer Holzblasinstrumente                            | ab 1922 Studium |
| Horst Steinmann (* 1934)                    | Wirtschaftswissenschaftler und Hochschullehrer                                                 | 1962 Promotion, 1967 Habilitation |
| Carl-Heinz Stephan (1904–1989)              | Bergbau-Manager                                                                                | Bergbau-Studium |
| Detlef Stolten (* 1958)                     | Metallurg und Hochschullehrer                                                                  | bis 1986 Studium des Hüttenwesens und nichtmetallischer Werkstoffe, 1989 Promotion                                                            |
| Jens Strackeljan (* 1962)                   | Maschinenbauingenieur und Hochschullehrer                                                      | 1981–1988 Maschinenbau-Studium, ab 1988 Mitarbeiter, 1993 Promotion, 2002 Habilitation, 2002–2004 Vertretungsprofessor für Festkörpermechanik |
| Irene Strebl (* 1966)                       | Wissenschaftsmanagerin und seit 2023 Bremer Staatsrätin                                        | 2019–2023 hauptamtliche Vizepräsidentin für Verwaltung                                                                                        |
| Sven Strickroth                             | Informatiker und Hochschullehrer                                                               | 2007–2011 Informatik-Studium |
| Patrick William Stuart-Menteath (1845–1925) | britischer Geologe                                                                             | Bergbau- und Geologie-Studium |
| Kai Sundmacher (* 1965)                     | Verfahrenstechniker und Hochschullehrer                                                        | 1986–1990 Verfahrenstechnik-Studium, 1995 Promotion, 1998 Habilitation                                                                        |

## T
| Name                                 | Tätigkeit                                                                              | Verbindung zur TU Clausthal                                                                               |
| ------------------------------------ | -------------------------------------------------------------------------------------- | --- |
| Theodor Tecklenburg (1839–1908)      | Bergbeamter und Abgeordneter der 2. Kammer der Landstände des Großherzogtums Hessen    | 1857–1860 Studium des Bergfachs                                                                           |
| Walter E. Theuerkauf (1935–2014)     | Erziehungswissenschaftler und Hochschullehrer                                          | 1970 Promotion                                                                                            |
| Alfred Thiel (1879–1942)             | Chemiker und Hochschullehrer                                                           | bis 1900 Chemie-Studium, Assistent (aufgrund des fehlenden Promotionsrechts Promotion in Gießen)          |
| Karl J. Thomé-Kozmiensky (1936–2016) | Ingenieur und Hochschullehrer, Begründer der systematischen Lehre der Abfallwirtschaft | Bergbau-Studium                                                                                           |
| Emil Thuy (1894–1930)                | Jagdflieger                                                                            | ab 1913 und nach 1918 Studium                                                                             |
| Arthur Tix (1897–1971)               | Industrieller der Montanindustrie                                                      | ca. 1967 Ehrendoktor                                                                                      |
| Walter Tollmien (1900–1968)          | Direktor Max-Planck-Institut für Strömungsforschung                                    | 1965 Ehrendoktor                                                                                          |
| Willi Törnig (1930–2018)             | Mathematiker und Hochschullehrer                                                       | 1958 Promotion, 1962 Habilitation                                                                         |
| Sergei Traustel (1903–1975)          | Maschinenbauingenieur und Hochschullehrer                                              | 1960–1963 apl. Professor, 1963–1964 Professor für Wärmewirtschaft und Ofenbau                             |
| Walter Ehrenreich Tröger (1901–1963) | Mineraloge, Geologe, Petrograph und Hochschullehrer                                    | 1948 Assistent, Habilitation, 1949–1952 apl. Professor für Mineralogie und Petrographie                   |
| Gerhard Trömel (1907–1973)           | Eisenhüttenfachmann und Hochschullehrer                                                | Professor, 1970–1972 Rektor                                                                               |
| Fro Trommsdorff (1909–1995)          | Geophysiker und Hochschullehrer                                                        | Studium                                                                                                   |
| Thomas Turek (* 1961)                | Verfahrensingenieur und Hochschullehrer                                                | seit 2004 Professor für Chemische Verfahrenstechnik                                                       |
| George Turner (* 1935)               | Rechtswissenschaftler und Hochschullehrer                                              | 1963–1966 wissenschaftlicher Assistent, 1966 Habilitation, 1968–1970 Professor für Berg- und Energierecht |
| Reidun Twarock                       | deutsch-britische mathematische Biologin und Hochschullehrerin                         | 1997 Promotion, 1997–2000 Mitarbeiterin                                                                   |

## U
| Name                                        | Tätigkeit                                                     | Verbindung zur TU Clausthal                                                 |
| ------------------------------------------- | ------------------------------------------------------------- | --------------------------------------------------------------------------- |
| Heinz Uhlitzsch (1893–1971)                 | Eisenhütteningenieur und Hochschullehrer                      | 1919–1921 Studium des Eisenhüttenwesens, bis 1922 Assistent, 1922 Promotion |
| Georg Heinrich Friedrich Ulrich (1830–1900) | deutsch-australischer Geologe, Mineraloge und Hochschullehrer | 1847–1851 Geologie- und Mineralogie-Studium                                 |

## V
| Name                             | Tätigkeit                                                                | Verbindung zur TU Clausthal                                                                |
| -------------------------------- | ------------------------------------------------------------------------ | ------------------------------------------------------------------------------------------ |
| Siegfried Valentiner (1876–1971) | Physiker und Hochschullehrer                                             | 1910–1947 Professor für Physik, zwischen 1921 und 1937 vierfacher Rektor, 1950 Ehrenbürger |
| Albert Vierling (1899–1989)      | Maschinenbauingenieur und Hochschullehrer                                | 1930–1935 Dozent für Bergwerks- und Hüttenmaschinen                                        |
| Wolfgang Viöl (* 1959)           | Physiker und Hochschullehrer                                             | 2001–2011 Privatdozent, seit 2011 apl. Professor                                           |
| Willem van Vloten (1855–1925)    | niederländischer Hütteningenieur                                         | bis 1875 Studium                                                                           |
| Werner Vogel (1925–2018)         | Glaschemiker, langjähriger Leiter des Otto-Schott-Instituts der Uni Jena | Ehrendoktor                                                                                |
| Walter Vollmer (1903–1965)       | Schriftsteller                                                           | um 1927 Bergbau-Studium                                                                    |

## W
| Name                                     | Tätigkeit | Verbindung zur TU Clausthal                                                           |
| ---------------------------------------- | --- | ------------------------------------------------------------------------------------- |
| Carl Wagner (1901–1977)                  | Physikochemiker und Hochschullehrer, Wegbereiter der modernen Festkörperchemie                               | 1965 Ehrendoktor                                                                      |
| Julius Wallot (1876–1960)                | Physiker und Hochschullehrer                                                                                 | ab 1913 Dozent, 1921–1922 Professor für Physik                                        |
| Wan Gang (chinesisch 万钢) (* 1952)      | chinesischer Automobil-Ingenieur, Hochschullehrer und Minister für Wissenschaft und Technologie der VR China | ab 1985 Maschinenbau-Studium, 1990 Promotion, 2008 Ehrendoktor, 2016 Honorarprofessor |
| Paul Erich Wandhoff (1879–1934)          | Geodät und Hochschullehrer                                                                                   | Studium                                                                               |
| Christian Wandrey (* 1943)               | Chemiker und Hochschullehrer                                                                                 | 1977–1979 Professor für Chemische Verfahrenstechnik                                   |
| Günter Wassermann (1902–1986)            | Physiker und Hochschullehrer                                                                                 | 1944–1976 Professor für Metallkunde, 1948–1950 Rektor                                 |
| Hans-Oskar Weber (1919–2002)             | Bibliothekar                                                                                                 | 1971–1984 Leiter der Universitätsbibliothek der TU Clausthal                          |
| Bernd Webersinke (1951–2015)             | Metallurg | Eisenhüttenkunde-Studium                                                              |
| Gustav Weinholz (1874–1951)              | Bergbauingenieur und Manager                                                                                 | um 1892 Bergbau-Studium                                                               |
| Friedrich-Wilhelm Wellmer (* 1940)       | Geologe, Präsident der Bundesanstalt für Geowissenschaften und Rohstoffe                                     | 1963–1966 Bergbau- und Geologie-Studium, 1970 Promotion, 2003 Ehrendoktor             |
| Reinhard F. Werner (* 1954)              | Physiker und Hochschullehrer                                                                                 | ab 1970 Physik-Studium                                                                |
| Stephan Westphal (* 1976)                | Mathematiker und Hochschullehrer                                                                             | 2014–(spätestens)2023 Professor für Diskrete Optimierung                              |
| Dietrich Wetzel (1936–2006)              | Politiker (Grüne), 1987–1990 MdB                                                                             | Bergbau-Studium                                                                       |
| Werner Wiater (* 1946)                   | Schulpädagoge und Hochschullehrer                                                                            | 1979–1987 Professor für Pädagogik                                                     |
| Othmar Wickenheiser (* 1962)             | Automobildesigner und Hochschullehrer                                                                        | Verfahrenstechnik- und Maschinenbau-Studium                                           |
| Ludwig Wilke (* 1931)                    | Bergbaukundler und Hochschullehrer                                                                           | Professor für Bergbaukunde, 1976–1978 Rektor                                          |
| Raimund Willecke (1905–2000)             | Jurist und Hochschullehrer                                                                                   | Professor für Berg- und Energierecht, 1968–1970 Rektor                                |
| Adolf Wirtz (1872–1953)                  | Stahl-Manager                                                                                                | Eisenhüttenwesen-Studium, 1922 Ehrendoktor                                            |
| Wilhelm Witter (1866–1949)               | Metallhütten-Ingenieur und Vorgeschichtsforscher                                                             | ab 1886 Studium, 1947 Ehrendoktor                                                     |
| Herbert Wöhlbier (1902–1997)             | Bergbaukundler und Hochschullehrer                                                                           | Studium, 1948–1977 Professor für Bergbaukunde, 1962–1964 Rektor                       |
| Franz Jakob Carl Wüstenhöfer (1859–1927) | Industrieller, Generaldirektor der Zeche König Wilhelm                                                       | 1923 Ehrenbürger                                                                      |

## Z
| Name                                    | Tätigkeit                                      | Verbindung zur TU Clausthal                                                                     |
| --------------------------------------- | ---------------------------------------------- | ----------------------------------------------------------------------------------------------- |
| Maximilian Zander (1929–2016)           | Chemiker und Hochschullehrer                   | 1971–1993 Professor                                                                             |
| Kurt Zentner (1903–1974)                | Redakteur und Publizist                        | vor 1924 Bergbau-Studium                                                                        |
| Hubert Ziegler (* 1948)                 | Mathematiker und Diplomat                      | 1969–1974 Mathematik- und 1969–1976 Physik-Studium, 1980 Promotion                              |
| Johann Christian Zimmermann (1786–1853) | Oberbergrat, Berghauptmann und Hochschullehrer | 1911–1846 Lehrer für Gebirgskunde und Mathematik, 1811–1853 Leiter der Bergschule               |
| Karl-August Zimmermann (1927–2004)      | Eisenhüttenmann und Manager                    | Eisenhüttenkunde-Studium, 1954 Promotion                                                        |
| Theodor Zincke (1843–1928)              | Chemiker und Hochschullehrer                   | 1863–1865 Gasthörer                                                                             |
| Johann Ludwig Carl Zincken (1791–1862)  | Mineraloge und Bergbaudirektor                 | 1811 eingeschrieben                                                                             |
| William Zirkler (1869–1928)             | Industrie-, Bergwerks- und Hütten-Fotograf     | ab 1886 Studium                                                                                 |
| Henning Zülch (* 1973)                  | Wirtschaftswissenschaftler und Hochschullehrer | 2002–2006 Juniorprofessor für Unternehmensrechnung, insbesondere Internationale Rechnungslegung |